# Jonas Greulich
Jonas Greulich (* 1971 in München) ist ein deutscher Comiczeichner, Herausgeber und Filmemacher.

## Karriere
Jonas Greulich studierte von 1997 bis 2001 an der Filmakademie Baden-Württemberg und schloss mit einem Diplom im Bereich szenischer Film ab. Im Anschluss zog er nach Berlin.
Jonas Greulich ist Teil der Künstlergruppe Moga Mobo. Ursprünglich als Independentverlag gegründet, umfasst das Werk der Gruppe neben mehr als 100 Ausgaben des gleichnamigen Comicmagazins inzwischen viele andere Bereiche – wie Messestände, Workshops und Live-Events. 2002 gründete er zusammen mit seinen Partnern Titus Ackermann und Thomas Gronle die Moga Mobo Studios in Berlin. In den Folgejahren realisierte Moga Mobo, finanziert durch das Goethe-Institut und die Kulturstiftung des Bundes, aufwändige Ausstellungen mit internationalen Künstlern in Tokyo, Seoul, Taipeh und im Auswärtigen Amt.
Neben seiner Tätigkeit als Zeichner und Herausgeber von Moga Mobo arbeitet Jonas Greulich als Freier Mitarbeiter in verschiedenen Medienbereichen wie Illustration, Realfilm und Animation.

## Comics und Illustration
- Moga Mobo Nr. 1 – Nr. 111 / zahlreiche Beiträge und Cover (Moga Mobo)
- A Tribute to Robert Crumb (Edition 52)
- Running Rudolf
- 100 Meisterwerke der Weltliteratur (als Herausgeber)

## Filmografie
- 1997: Ikarus (Kurzfilm; Regie, Drehbuch)
- 1997: Der Erdling (Kurzfilm; Regie, Drehbuch)
- 1998: Graceland (Kurzfilm; Regie, Drehbuch)
- 1999: Walpurgisnacht (Kurzfilm; Regie, Drehbuch)
- 2008: Morgenrot (Kurzfilm; Regie, Drehbuch)
- 2012–2014: Die Olischau (Kinderserie; Regie, Drehbuch, Animation)